# Pască

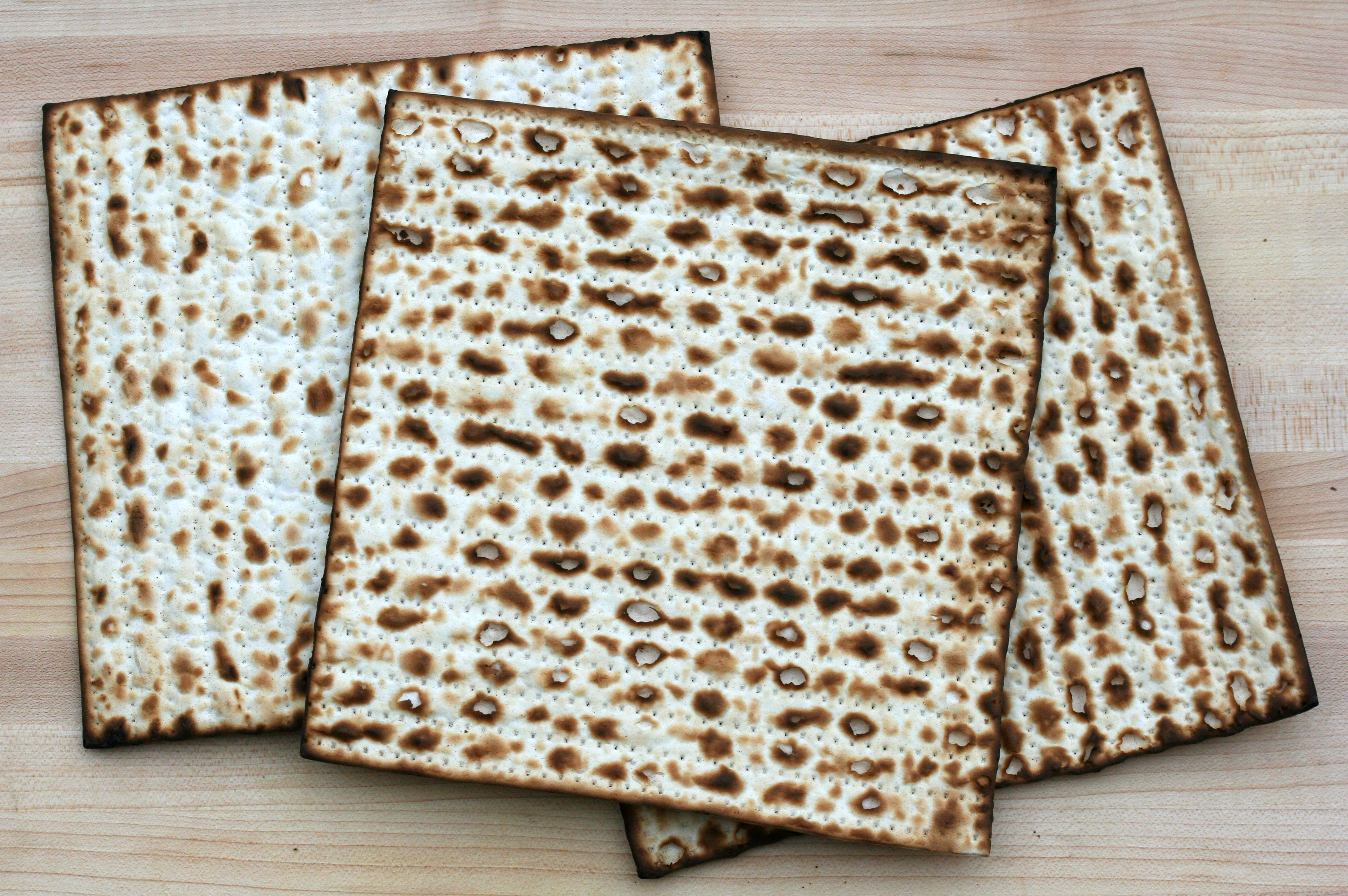
Mața evreiască

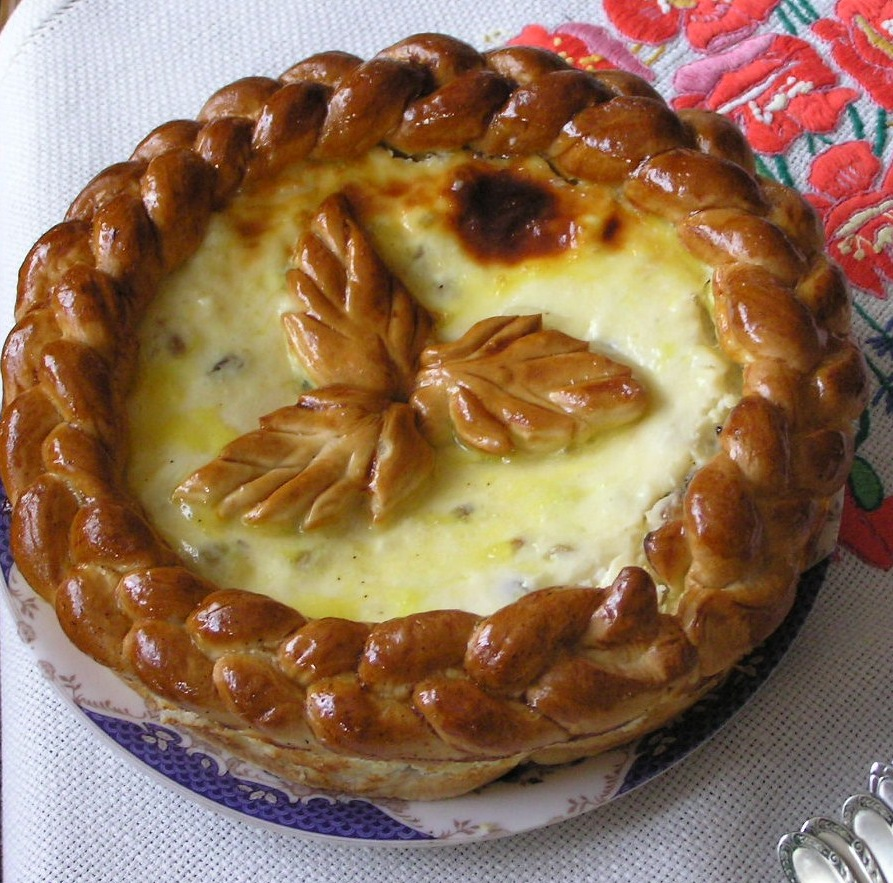
Pască creștinească cu brânză

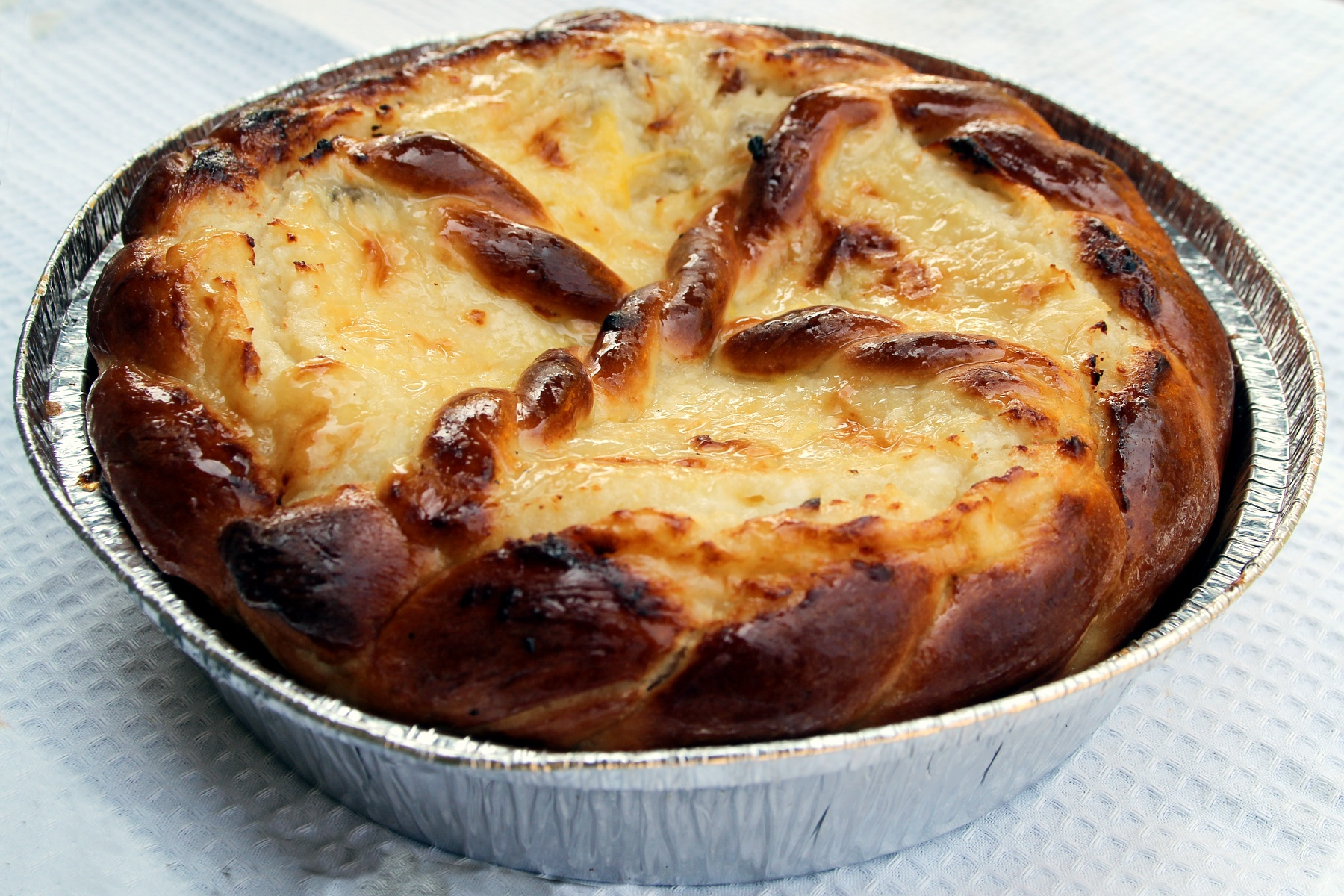
Pască românească cu brânză și stafide

Pască sau azimă se referă la un fel de pâine nedospită care e mâncată de evrei religioși în timpul Paștelui evreiesc sau la un cozonac special mâncat de creștini de Paști.

## Pentru evrei
Pasca (pe limba ebraică "mața" מצה) se face dintr-un aluat nedospit, obținut dintr-un amestec de apă și una din cele cinci cereale: grâu, secară, orz, ovăz sau alac. În tradiția evreiască pasca e poreclita "pâinea săracilor" לחם עוני, din cauza faptului că evreii săraci continuau s-o mănânce și după Paște.
Cartea Exodului povestește că evreii au plecat în mare grabă din Egipt și n-au avut timp să-și pregătească pâine dospită. În amintirea acestui eveniment, evreii mănâncă timp de opt zile numai pască (în loc de pâinea dospită obișnuită).

## Pentru creștini
Obiceiul de Paște de a mânca miel și pască este legat de ritualul pascal evreiesc. În datina ebraică, mielul se mănâncă ritual cu azimă (pâine nedospita) și cu ierburi amare (maror în ebraică מרור), pentru a aduce aminte de greutățile îndurate în robia egipteană. La Cina cea de Taină, Isus și apostolii au mâncat miel după ritualul evreiesc, iar azima este reprezentată de pască. Pentru creștini, mielul, pasca și vinul sunt simboluri cu noi semnificații: Mielul este Isus Hristos, care își accepta sacrificiul. Pasca frântă și vinul turnat semnifică sacrificiul christic. 
Pasca este preparată în ajunul Învierii. Adevărata pască este aceea care se taie în bucățele mici, se pune în pachețele și se duce la biserică pentru a fi sfințită. Bucățile de pască sunt duse acasă și păstrate pentru a-i face pe credincioși părtașii binecuvântării lui Dumnezeu, crezându-se a avea puterea de a alunga bolile și necazurile.

## Legături externe
- Ce reprezinta pasca pentru Sarbatorile de Pasti - manager.ro
- Pasca și mielul, pe masa românilor - eva.ro, de Ileana Voicu Ghinea